# Jessica Sylvester
Jessica (Jess) Aimee Sylvester (ur. 9 lipca 1987 w Newcastle-under-Lyme) – brytyjska pływaczka, specjalizująca się głównie w stylu dowolnym. 
Srebrna medalistka mistrzostw Europy w sztafecie 4 x 100 m stylem dowolnym. Uczestniczka Igrzysk Olimpijskich z Pekinu w sztafecie 4 x 100 m stylem dowolnym. 